# Leucania cirphidia
Leucania cirphidia är en fjärilsart som beskrevs av Max Wilhelm Karl Draudt 1950. Leucania cirphidia ingår i släktet Leucania och familjen nattflyn. Inga underarter finns listade i Catalogue of Life.